# Ceraso
Ceraso – miejscowość i gmina we Włoszech, w regionie Kampania, w prowincji Salerno.
Według danych na rok 2004 gminę zamieszkiwały 2494 osoby, 55,4 os./km².